# ズグロハイタカ
ズグロハイタカ（頭黒灰鷹、頭黒鷂、Accipiter gundlachi）は、タカ目タカ科ハイタカ属に分類される鳥類。

## 分布
- A. g. gundlachi

キューバ西部固有亜種
- A. g. wileyi

キューバ東部固有亜種

## 形態
全長42-52cm。オスよりもメスの方がやや大型になる。上面は青みがかった灰色、下面は灰褐色の羽毛で覆われる。頭頂は黒い羽毛で覆われ、和名の由来になっている。腹部はオレンジ色の羽毛で覆われ、尾羽基部下面（下尾筒）は白い羽毛で覆われる。尾羽は灰褐色で、黒褐色の横縞が入る。
虹彩は赤い。嘴の色彩は黄色で、先端は黒い。後肢の色彩は黄色。
幼鳥は上面が褐色の羽毛で覆われ、下面に黒褐色の斑紋が入る。

## 分類
- Accipiter gundlachi gundlachi　Lawrence, 1860
- Accipiter gundlachi wileyi

## 生態
標高800m以下にある常緑広葉樹林などに生息し、水辺の森林にも生息する。亜種A. g. wileyiは熱帯雨林や雲霧林にも生息する。渡りは行わない。
食性は動物食で、主に鳥類を食べると考えられている。オスは林床で小型の鳥類を、メスは樹冠で大型の鳥類を捕食する。
繁殖形態は卵生。樹上に木の枝を組み合わせた巣を作り、1-4月に1回に3-4個の卵を産む。同じ巣を数年に渡り利用する。

## 人間との関係
家禽を食害する害鳥。
開発による生息地の破壊、害鳥としての駆除などにより生息数は激減している。1994年における生息数は150-200ペアと推定されている。